# Вежа Гедиміна
54°41′12″ пн. ш. 25°17′26″ сх. д. / 54.686759° пн. ш. 25.290685° сх. д.

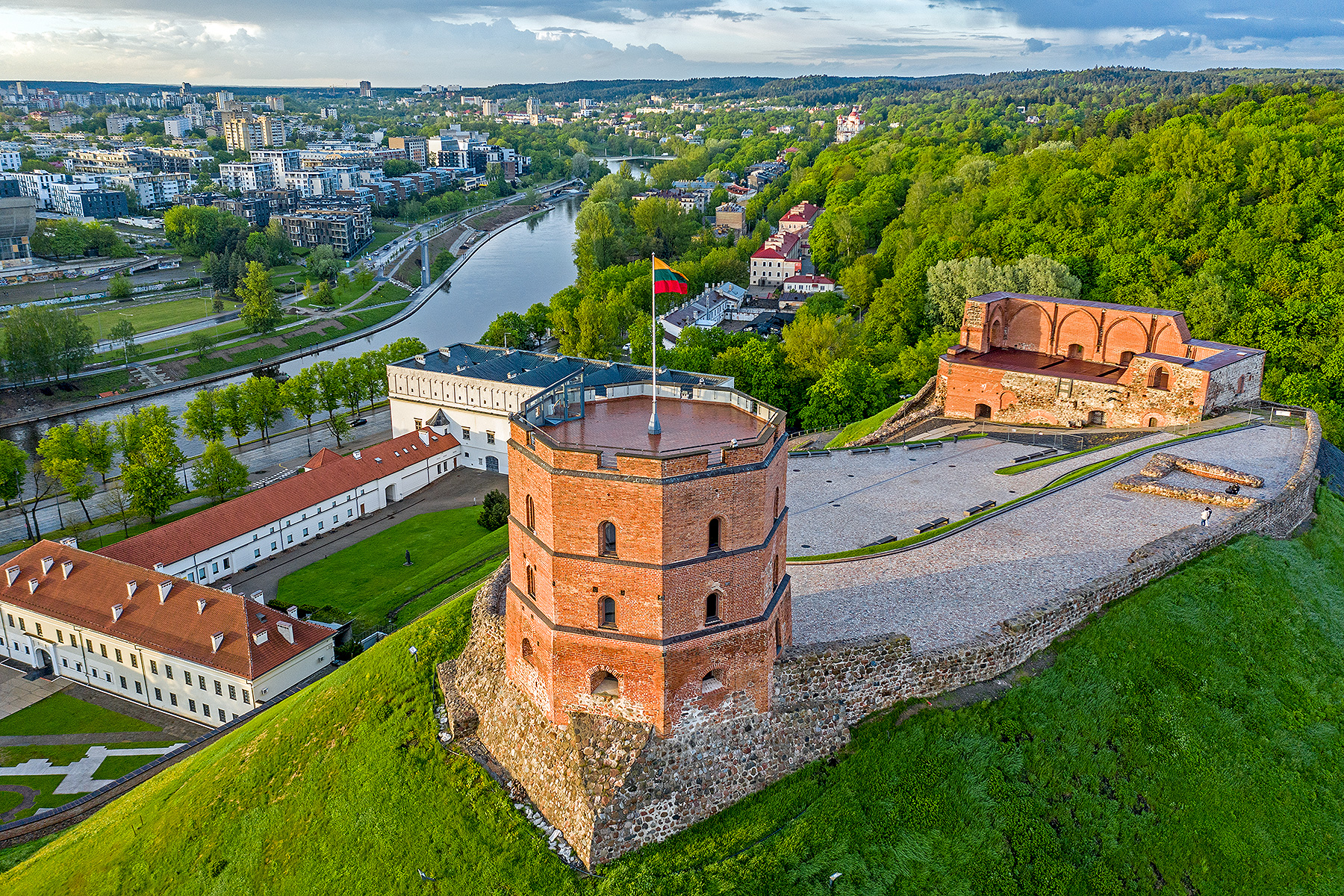
Вежа Гедимінаса

Вежа Гедиміна, Башта Гедимінаса (лит. Gedimino pilies bokštas) — пам'ятка історії та культури в Вільнюсі. Розташована в західній частині Замкової гори (голий пагорб з крутими схилами), що знаходиться в історичному центрі міста і підноситься на висоту 48 м (142 м над рівнем моря). Фортечна вежа має три поверхи восьмикутної форми (нижня частина чотирикутна), заввишки 20 м, складена з неотесаного бутового каменю і червоної цегли. Над баштою на флагштоку майорить державний прапор. З оглядового майданчика вгорі відкривається чудова панорама Старого міста і долини Вілії.
У вежі розташовується філія Національного музею Литви з експозицією, присвяченій історії міста (діє з 1960 року). Представлені археологічні знахідки, зразки зброї, макети вільнюських замків. Експозиція істотно оновилася після ремонтно-реставраційних робіт в 1995 році.
Піднятися до башти по Замковій горі можна пішки, по прокладеній у 1895–1896 роках спіральній доріжці схилами гори, або на фунікулері (споруджений в 2003 році). Поряд з баштою розташовані руїни Верхнього замку — фундамент південної башти і фрагмент оборонної стіни.

## Галерея

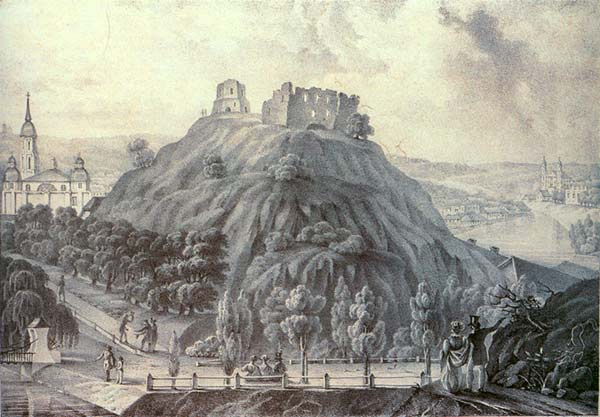
Руїни вежі, 1831
Макет Вільнюського замку, 1655Макет Вільнюського замку, 1655
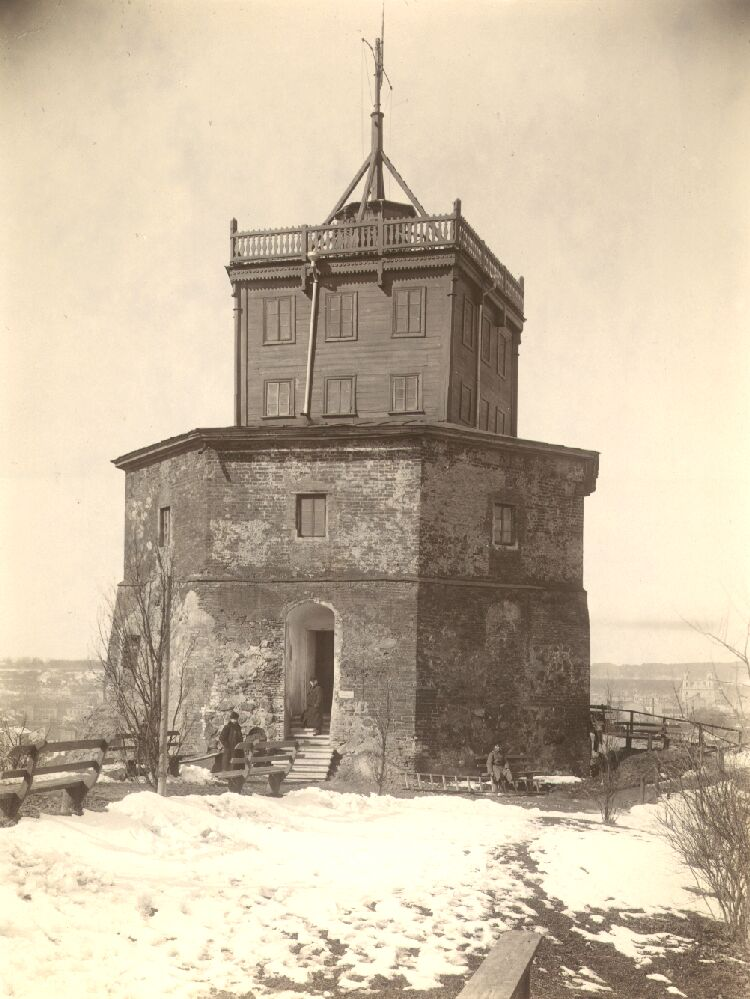
Вежа до реконструкції, 1906
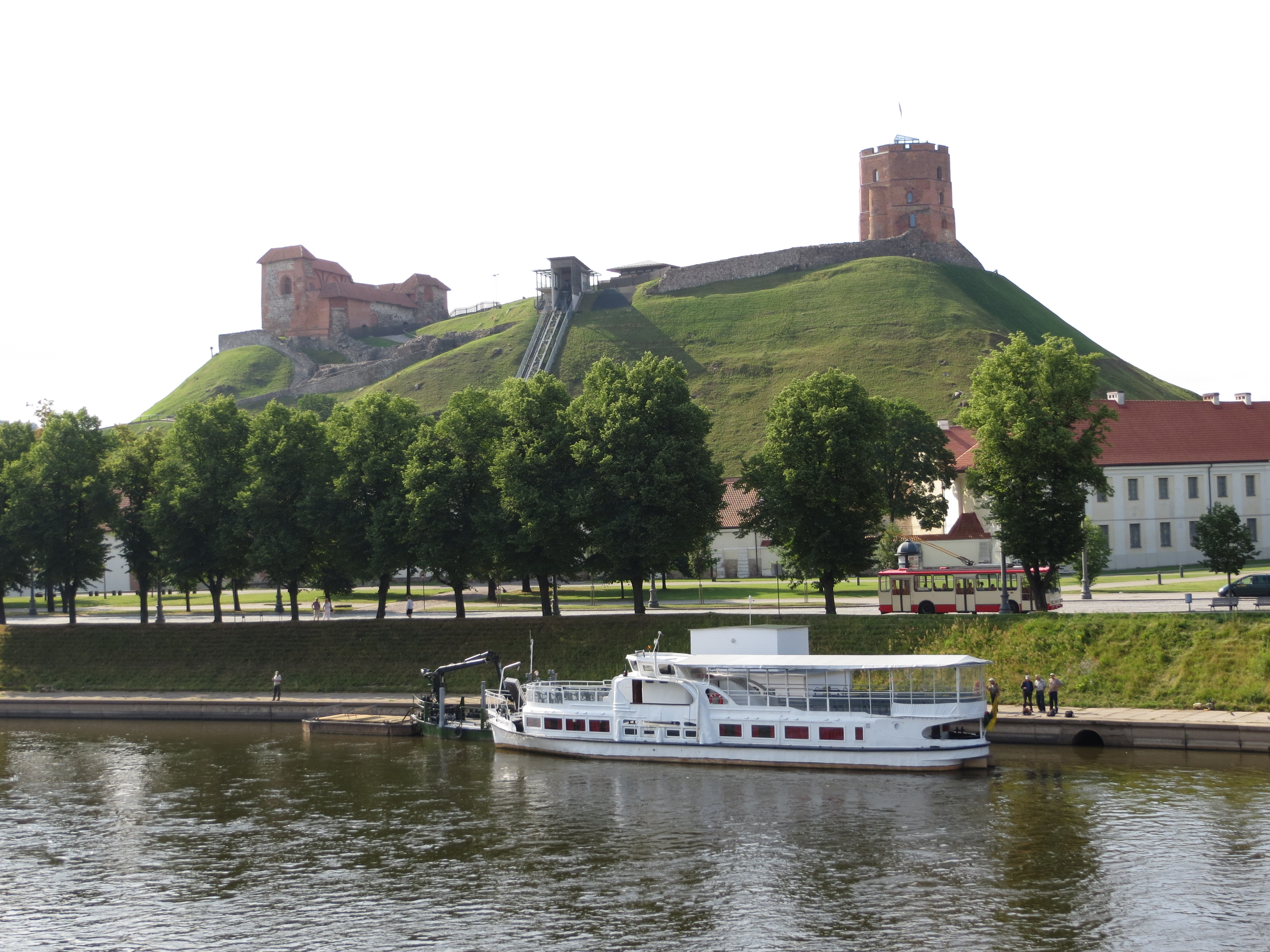
Верхній замок, 2013